# Museo Histórico Mariscal Andrés A. Cáceres
El Museo Histórico Mariscal Andrés A. Cáceres es un museo ubicado en la Casa Colonial de Vivanco de la ciudad de Ayacucho, Perú, y dedicado a la memoria de Andrés Avelino Cáceres, héroe de la Guerra del Pacífico.
El museo tiene diez salas de exposición. En una de ellas se exhiben los efectos personales y pertrechos bélicos de Cáceres, y algunos objetos recuperados de la guerra. Asimismo, presenta bienes culturales de época virreinal como pinturas y mobiliario cusqueños y ayacuchanos.